# Bjorn Englén
Björn Englén, mera känd som Bjorn Englén, född 9 oktober 1971 i Växjö, är grundare och basist i Soul Sign. Han spelade i Yngwie Malmsteens Rising Force från 2007 till 2012 och är numera, förutom Soul Sign, även basist i Dio Disciples samt gitarrhjälten Tony MacAlpine.
Englén är sedan 1993 bosatt i Los Angeles, USA och fick 1994 jobbet som basist i multi-platinum-hårdrocksbandet Quiet Riot.
Englén, som också har jobbat med bland annat Scorpions-gitarristen Uli Jon Roth samt MSG/Survivor sångaren Robin McAuley, har sedan 1986 spelat över 2000 konserter samt medverkat på ca 60 skivor.